# Bernfried Pröve
Bernfried Pröve  est un compositeur allemand né à Brunswick le 6 janvier 1963.

## Biographie
Bernfried Pröve étudie de 1982–84 à l'université des arts de Berlin, entre autres avec Isang Yun et de 1985 à 1990 à l'Université de musique de Fribourg (Fribourg-en-Brisgau) la composition, la musique électroacoustique, la direction d'orchestre et le piano. Il a reçu plusieurs prix et bourses de concours internationaux. Pendant quelques années il est professeur invité
- 1991 à l'Université de Montréal,
- 1992 à Melbourne,
- 1993 à Skopje et Darmstadt[1]

## Œuvres

### Solos
- Air II pour clarinette basse (2002)
- Ataraxie pour alto (2004)
- Cadenza pour flûte (1982)
- Diachron I pour flûte basse (1988)
- Eclair pour cor (1993)
- Emanazioni I - III pour guitare (1987)
- Entzeichnung I pour flûte (1988)
- Études pour trompette (1981)
- Firebird pour violon (1986)
- Herzstück I - III pour accordéon (2003)
- Illuminanz pour flûte (2005)
- Inquietum pour alto (1999)
- Interférence  I pour hautbois (1985)
- Interférence II pour basson (1986)
- Interference IV pour clarinette basse (2002)
- Irisation pour flûte alto (1989)
- Kathos pour contrebasse (1987)
- Nakamuras Bongos pour percussion (1994)
- Strophe & Chorales pour trompette (1988)
- Varianti pour flûte (1984)

### Piano seul
- 3 Klavierstücke ("Contours", "Harp", "Harmonies") (1998)
- Aphorismen (3 pièces) (1979)
- Ataraxie (1998)
- Écho à Gérard pour piano en 1/16 de ton (2001)
- Études (1995)
- Étude Nr. 2 Harmonie (2002)
- Klavierstück I (1985)
- Les Cloches Transfigurées pour piano en 1/16 de ton (2004)
- Prozession (également pour orgue) (1980)
- Salto (1991)
- Spiele (1980)

### Orgue
- Alteration (1995)
- Applikatur I (1992)
- Corpus gloriae (1981)
- De l'éternité de Dieu (1998)
- Duktus (également pour orchestre) (1981)
- Durchführung (1987)
- Jahrtausendsprünge I (1999)
- Numen (1992)
- Prozession (également pour piano) (1980)

### Chant
- Brennend pour mezzo_soprano et orchestre (également pour orchestre seul) (1985)
- Der Geist … cantate de chambre (1999)
- Die Worte zu Staub-erstickt pour voix seule; textes de A. Hornbacher (1993)
- Drei Lieder pour mezzo-soprano et ensemble; textes de Alrun Moll (1993)
- Eisvögel pour soprano solo; textes de Alrun Moll (1993)
- Entrance pour soprano et ensemble; texte de Pétrarque (1996)
- Friede auf Erden pour chœur et deux récitants (1998)
- Im Zeitraffer pour récitant, piano, violoncelle, violon et voix chantée (2004)
- Josef und seine Brüder pour récitant, orchestre et voix chantées (2004)
- L’azur pour voix d'alto et piano, d'après Stéphane Mallarmé (1995)
- Merz-Transitus pour douze voix, Hommage à Kurt Schwitters zum 111. Geburtstag (Hommage à Kurt Schwitters pour son 111. anniversaire) (1998)
- Mu-a no-a anjong jeux de mots pour chœur à 5 voix, piano et percussion (1991)
- Psalm 55 pour soprano et orchestre de chambre (1980)
- Psalmkantate pour soprano, chœur et ensemble (1980)
- Symphonische Kantate; textes d'Ungaretti et de Leopardi (1982)
- Tell I – II pour voix et instruments (1995)
- Terre noire pour six voix et ensemble (1989)
- Zeitrisse pour soprano et orchestre de chambre (1985)

### Duos
- Airs & Doubles pour flûte et guitare (1992)
- Arcade pour flûte et piano (1994)
- Chant et passacaille pour mi pour violoncelle et piano (1984)
- Diameter pour percussion et piano (1990)
- Emanazioni IV pour guitare et contrebasse (1988)
- Entzeichnung II pour flûte et violoncelle (1989)
- Es-Trace II, in memoriam Luigi Nono pour 2 flûtes (1994, étendu en 1998 pour 2 flûtes  et électronique)
- Glocken pour percussion et piano (1996)
- Into The Metal Space I pour percussion et piano (2005)
- Monumentum pour piano et percussion (2004)
- Mouvements-Couleurs II pour flûte et orgue (1998)
- Pulsation VIII pour piano et percussion (2004)
- Raum-Stille Farbe pour trombone et orgue (1998)
- Sonate pour flûte et piano (1979)
- Sonate pour hautbois et piano (1979)

### Trios
- Bagatellen pour trio à cordes (1988)
- Blick pour trio à cordes (1986)
- Frottage pour percussion, piano, et saxophone (2004)
- In memoriam … Musik für Rolf Liebermann pour trio à cordes (1999)
- Instances II pour trio à cordes (1997)
- Modifikationen pour flûte, hautbois et clarinette (1983)
- Musik  I pour flûte, hautbois et basson (1982)
- Musik II pour flûte, hautbois et basson (1984)
- Musique à la mémoire de Gérard Grisey pour trio à cordes (1999)
- Ricordanza pour flûte, violoncelle et clavecin (1983)
- Ruf pour shakuhachi, flûte et percussion (1991)
- Tell III pour hautbois, percussion et piano (1998)
- Trans-Sphères II pour trio de saxophones (1998)
- Trio à cordes (1982 )
- Trio à cordes I (1988)

### Quatuors à cordes
- Quatuor à cordes   I (1992)
- Quatuor à cordes  II (1993)
- Vier Stücke (4 pièces) (1983)

### Autres quatuors
- Images pour clarinette, violoncelle, alto et violon (2005)
- Lichthof-Zweigung III pour violon, alto, violoncelle et piano (1995)
- RAUM - ertasteter Umriss pour flûte, hautbois, persussion et violoncelle (1990)
- Ursprung pour flûte, clarinette, 2 percussionnistes et sculptures de Ludwig Stocker (1987)

### Quintettes
- Aphorismen pour quintette à vents (1983)
- Into The Metal Space II pour flûte et 4 percussionnistes (2005)
- Kreisläufe pour quintette à vents (1984)
- Mlle Marcelle Lender en buste Hommage à Toulouse-Lautrec pour flûte, clarinette, violon, violoncelle et piano (1998)

### Septuors
- Kreuz pour flûte, clarinette, percussion, piano, guitare, violon et violoncelle (1985)
- Septett pour flûte, hautbois, clarinette, cor, violon, alto et violoncelle (1984)

### Pièces concertantes
- Air pour flûte basse et ensemble (1994)
- Concerto I pour piano et grand orchestre (2005)
- Tango Mortal pour piano et orchestre (2004)

### Ensembles et orchestres
- Antara pour orchestre (1998)
- Anthaer pour orchestre (1989)
- Brennend pour orchestre (également pour mezzo-soprano et orchestre) (1985)
- Diastase pour orchestre et 4 groupes d'orchestre (1990)
- Die gefaltete Zeit (1996)
- Diktion pour orchestre (1993)
- Duktus pour orchestre (également pour orgue) (1981)
- Entropia pour orchestre (1986)
- Fernung-Horizont-Nähe pour grand orchestre (1991)
- Es-Trace I, in memoriam Luigi Nono pour ensemble (1990)
- Fünf Etüden über die Geschwindigkeit pour ensemble (1994)
- Horos pour orchestre (1995)
- Hymnen und Horizonte pour orchestre de chambre (1981)
- Instances I (1996)
- Into The Metal Space III pour grand orchestre et 3 percussionnistes (2005)
- Kammerkonzert pour orchestre de chambre (1984)
- Lichtmeer pour orchestre à cordes (1983)
- No pour orchestre de chambre (1986)
- Puls I - VII formations variables (1992)
- Seuils – Grenzzeichnung pour ensemble de chambre (1999)
- Symphonie   I (1996)
- Symphonie  II pour orchestre de chambre et orgue (1998)
- Tract pour orchestre de chambre (1991)
- Trans-Sphères I pour ensemble (1998)

### Instruments et bande
- Factory Sounds - the Metal Space pour bande et orchestre (2003)
- Pyramidenmusik I & II pour célesta, marimba, percussion, piano, synthésiseur, vibraphone et bande (2005)
- The Wind-Machine pour clarinette basse et bande (2004)

### Musique électronique
- aufsteigend sich bewegen (1987)
- Chor II (2005)

### Instruments et électronique
- Alliages-Métaboles pour clarinette, piano, percussion, violoncelle et électronique (1995)
- Chor I pour hautbois et élektronique (2005)
- Es-Trace II, in memoriam Luigi Nono pour 2 flûtes et électronique (1998, extension de la version pour 2 flûtes de 1994)
- Pulsation  VII violoncello et électronique (2004)
- Spacing the Time No. I & II pour violoncelle et électronique (2004)
- Thar pour flûte et électronique (1990)

### Ballets
- Ritual (1990)

### Opéras
- Herzstück d'après Heiner Müller (1992–94)

### Musiques de film
- Elegie Musik pour un documentaire de Frank Müller (1994)

## Éditeurs des partitions
- Bärenreiter Verlag, Kassel

## Discographie

### Autres
- Bernfried Pröve, 3 Klavierstücke (Contours, Harp, Harmonies) dans « Sheila Arnold - Miniaturen für Klavier », CD zeitklang Musikproduktion, 2003, N°
- Bernfried Pröve, Écho à Gérard, Les Cloches Transfigurées pour piano en 1/16 de ton, dans « The Carillo 1 /16 Tone Piano », CD zeitklang Musikproduktion
- Bernfried Pröve, Air Nr. 2 pour clarinette basse, dans « Volker Hemken - Interpretenporträt », CD zeitklang Musikproduktion
- Bernfried Pröve, Herzstück I - III pour accordéon, dans « Margit Kern - Heart », CD zeitklang Musikproduktion
- Bernfried Pröve, Illuminanz pour flûte, dans « Isabelle Schnöller », CD zeitklang Musikproduktion
- Bernfried Pröve, Choor II pour électronique dans, « European Young Generation - ensemble Intégrales», CD, zeitklang Musikproduktion